# 広島県道42号大竹湯来線
広島県道42号大竹湯来線（ひろしまけんどう42ごう おおたけゆきせん）は、広島県大竹市から広島市佐伯区に至る県道（主要地方道）である。

## 概要
大竹市玖波一丁目から広島市佐伯区湯来町大字多田を結ぶ。

### 路線データ
- 起点：大竹市玖波一丁目（恵川（えがわ）新橋北詰交差点、国道2号交点）
- 終点：広島市佐伯区湯来町多田（国道488号交点）
- 実延長：約32.05 km
- 異常気象時通行規制区間：廿日市市玖島・広島県道294号虫道廿日市線交点 - 広島市佐伯区湯来町大字多田間（延長8.3 km）
- 冬季閉鎖区間：廿日市市玖島 - 広島市佐伯区湯来町大字多田間（延長7.0 km、12月15日 - 翌年3月15日）

## 歴史
- 1971年（昭和46年）6月26日 - 建設省（当時）告示第1,069号により主要地方道として認定される。

前身は広島県道大竹佐伯線の全線と山口県道・広島県道徳山廿日市線・広島県道川角佐伯線・広島県道虫道廿日市線・広島県道市垣内佐伯線・広島県道和田佐伯線の各一部である。
- 1972年（昭和47年）
  - 3月21日 - 広島県告示第234号により広島県道30号大竹湯来線として認定される。
  - 11月1日 - 都道府県道標識設定に伴う広島県の県道番号再編により広島県道42号大竹湯来線に改称する。
- 1982年（昭和57年）12月6日 - 広島県告示第1,277号により広島県道41号五日市筒賀線が認定されたことに伴い終点が佐伯郡湯来町和田（当時）から佐伯郡湯来町多田（当時）に変更される（路線短縮）。
- 1993年（平成5年）
  - 4月1日 - 国道488号昇格に伴い終点の地名（佐伯郡湯来町多田（当時））は変更されなかったものの路線はさらに短縮される（佐伯郡湯来町多田・広島県道41号五日市筒賀線交点から現在地に移動）。ただ、国道488号昇格と引き換えに島根県道・広島県道4号益田廿日市線が廃止されたため、佐伯郡佐伯町友田・玖島分かれ交差点 - 佐伯郡湯来町多田間（いずれも地名は当時のもの）に存在した長大重用区間は消滅する。
  - 5月11日 - 建設省から、県道大竹湯来線が大竹湯来線として主要地方道に再指定される[1]。
- 2003年（平成15年）3月1日 - 沿線に存在した佐伯郡佐伯町が廿日市市に編入される。
- 2005年（平成17年）
  - 4月25日 - 広島市が佐伯郡湯来町を編入したことに伴い終点の地名が変更され（佐伯郡湯来町多田→広島市佐伯区湯来町多田）、旧佐伯郡湯来町部分の道路管理者が広島県から広島市に変更される。
  - 11月3日 - 沿線に存在した佐伯郡大野町が廿日市市に編入される。
- 2006年（平成18年）6月1日 - 大竹市の区間における県道の管理権限が広島県から大竹市へ移譲される。
- 2008年（平成20年）6月1日 - 廿日市市の区間（広島県道30号廿日市佐伯線との重用区間を除く）における県道の管理権限が広島県から廿日市市へ移譲される。

## 路線状況
起点から廿日市市河津原の広島県道30号廿日市佐伯線交点までは1.5 - 2車線の道が続き広島県道30号廿日市佐伯線との重複区間に入る（1.5車線区間は起点周辺と渡ノ瀬ダム湖周辺）。
廿日市市玖島から再び単独区間に入り同市玖島平谷までは2車線、その先終点の広島市佐伯区湯来町大字多田（国道488号交点）までは1車線の狭い道になり急坂、急カーブで落石も多く舗装も荒れている。大型車の通行は不可であり、冬季は通行止になる。
廿日市市玖島には島根県道・広島県道4号益田廿日市線の名残でかつて益田市までの距離が記された案内標識が存在した。

### 重複区間
- 広島県道289号栗谷大野線（大竹市松ヶ原町 - 廿日市市大野）
- 広島県道460号栗谷河津原線（廿日市市友田 - 廿日市市河津原・河津原交差点）
- 広島県道30号廿日市佐伯線（廿日市市河津原・河津原交差点 - 廿日市市永原・玖島分かれ交差点）
- 広島県道294号虫道廿日市線（廿日市市玖島）

## 地理

### 通過する自治体
- 大竹市
- 廿日市市
- 大竹市（飛地）
- 廿日市市
- 広島市（佐伯区）

### 交差する道路
| 交差する道路                                                                 | 市町村名 | 市町村名 | 交差する場所   | 交差する場所                        |
| ---------------------------------------------------------------------------- | -------- | -------- | -------------- | ----------------------------------- |
| 国道2号 国道433号 重複                                                       | 大竹市   | 大竹市   | 玖波一丁目     | 恵川（えがわ）新橋北詰交差点 / 起点 |
| 広島県道289号栗谷大野線 重複区間起点                                         | 大竹市   | 大竹市   | 松ヶ原町       |                                     |
| 広島県道289号栗谷大野線 重複区間終点                                         | 廿日市市 | 廿日市市 | 大野           |                                     |
| 広島県道460号栗谷河津原線 重複区間起点                                       | 廿日市市 | 廿日市市 | 友田           |                                     |
| 広島県道30号廿日市佐伯線 重複区間起点 広島県道460号栗谷河津原線 重複区間終点 | 廿日市市 | 廿日市市 | 河津原         | 河津原交差点                        |
| 広島県道30号廿日市佐伯線 重複区間終点                                        | 廿日市市 | 廿日市市 | 永原           | 玖島分かれ交差点                    |
| 広島県道292号川角佐伯線 広島県道294号虫道廿日市線 重複区間起点               | 廿日市市 | 廿日市市 | 玖島（くじま） | 楢原交差点                          |
| 広島県道294号虫道廿日市線 重複区間終点                                       | 廿日市市 | 廿日市市 | 玖島           |                                     |
| 広島県道461号白砂玖島線                                                      | 廿日市市 | 廿日市市 | 玖島           |                                     |
| 国道488号                                                                    | 広島市   | 佐伯区   | 湯来町大字多田 | 終点                                |

### 交差する鉄道
- 山陽本線
- 山陽新幹線

### 沿線
- JR西日本山陽本線 玖波駅
- 大竹市立玖波中学校西方の山頂の望遠視力板 - 1980年代中期から大竹市立玖波中学校生徒が使用。謎の物件として何度かテレビ番組で取り上げられたことがある。
- 渡ノ瀬ダム・渡ノ瀬貯水池
- 佐伯歴史民俗資料館
- 広島県立広島西特別支援学校
- 国立病院機構広島西医療センター